# Occhio per occhio (film 1957)
Occhio per occhio (Œil pour œil) è un film del 1957 diretto da André Cayatte.

## Produzione
Il film fu girato nel deserto di Tabernas e Almería in Spagna.